# Eugenia johorensis
Eugenia johorensis là một loài thực vật thuộc họ Myrtaceae. Đây là loài đặc hữu của Malaysia. Chúng hiện đang bị đe dọa vì mất môi trường sống.